# Lituania en los Juegos Paralímpicos de Atlanta 1996
Lituania estuvo representada en los Juegos Paralímpicos de Atlanta 1996 por nueve deportistas, seis hombres y tres mujeres.

## Medallistas
El equipo paralímpico lituano obtuvo las siguientes medallas:
| Nombre               | Deporte   | Evento                            |
| -------------------- | --------- | --------------------------------- |
| Oro                  |           |                                   |
| Malda Baumgartė      | Atletismo | Disco F41 femenino                |
| Malda Baumgartė      | Atletismo | Peso F41 femenino                 |
| Aldona Grigaliūnienė | Atletismo | Salto de longitud F34-37 femenino |
| Plata                |           |                                   |
| Kęstutis Bartkėnas   | Atletismo | 5000 m T11 masculino              |
| Vytautas Girnius     | Atletismo | Jabalina F10 masculino            |
| Bronce               |           |                                   |
| Sigita Markevičienė  | Atletismo | 800 m T10-11 femenino             |
| Sigita Markevičienė  | Atletismo | 1500 m T10-11 femenino            |
| Saulius Leonavičius  | Atletismo | 1500 m T11 masculino              |
| Kęstutis Bartkėnas   | Atletismo | 10 000 m T11 masculino            |
| Rolandas Urbonas     | Atletismo | Peso F12 masculino                |
| Jonas Stoškus        | Yudo      | –78 kg masculino                  |